# 新タック化成
新タック化成株式会社（しんタックかせい）は、香川県三豊市に本社を置く企業。王子グループに属する企業で粘着テープや液晶パネル等に利用される特殊フィルムなどを生産している。

## 沿革
- 2009年 民事再生法を適用したタック化成株式会社、タック株式会社およびタック加工株式会社の全事業を王子製紙（現王子ホールディングス）が設立した子会社の新タック化成に譲渡。

## 事業所
- 本社所在地
  - 香川県三豊市
- 工場
  - 川之江工場（愛媛県四国中央市）
  - 豊中工場（香川県三豊市）
  - 山本工場（香川県三豊市）
- 研究所
  - 研究開発本部（香川県三豊市）